# David Fincher
David Andrew Leo Fincher (n. 28 august 1962, Colorado, SUA) este un regizor american de film și videoclipuri, cunoscut pentru thrillerele sale psihologice în special Se7en, Fight Club, Zodiac, The Social Network, The Curious Case of Benjamin Button, The Girl with the Dragon Tattoo, Fata disparută.
A primit trei nominalizări la premiul Oscar pentru cel mai bun regizor și a câștigat patru premii Emmy, două premii Grammy, un premiu BAFTA și un premiu Globul de Aur.

## Biografie

### Copilăria și începutul de carieră

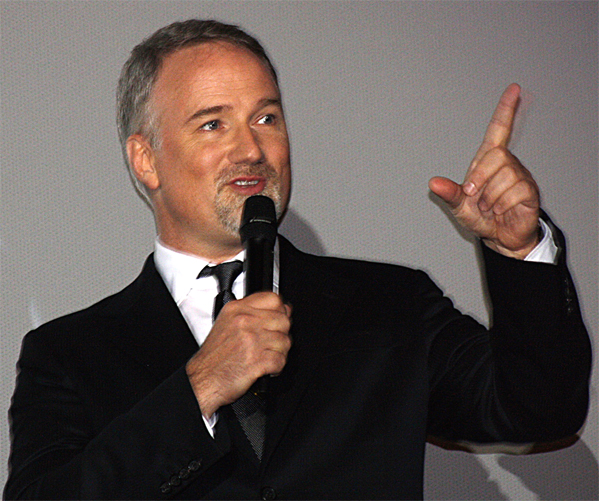

S-a născut în Denver, Colorado, pe 28 august 1962. Tatăl său a fost bucătar, Howard Fincher, iar mama sa Claire, asistentă medicală la un centru de bolnavi psihic. A locuit în Oregon în copilărie, iar la vârsta de opt ani a încercat primul film cu o cameră de 8 mm. S-a angajat în tinerețe la Industrial Light & Magic, în 1980, unde a făcut parte din echipa de producție a filmului Twice Upon a Time, Return of the Jedi, Indiana Jones și the Temple of Doom. A regizat și reclame, el fiind răspunzător pentru binecunoscutul avertisment pentru fumător, în care apare un fetus fumând o țigară. Tocmai acest spot l-a adus în atenția producătorilor din Los Angeles, care i-au oferit șansa de a regiza documentarul The Beat of the Live Drum. A mai regizat și alte spoturi pentru Revlon, Converse, Nike, Pepsi, Sony, and Levi's. A intrat în echipa Propaganda Films, alături de care a regizat mai multe videoclipuri muzicale și reclame.

## Filmografie

### Filme/seriale
| An   | Film                                | Regizor | Producător | Producător executiv | Note |
| ---- | ----------------------------------- | ------- | ---------- | ------------------- | --- |
| 1992 | Alien 3                             | Da      |            |                     | Nominalizare – Hugo Award for Best Dramatic Presentation Nominalizare – Saturn Award for Best Director |
| 1995 | Seven                               | Da      |            |                     | Blue Ribbon Award for Best Foreign Language Film Fantasporto for Best Film Hochi Film Awards for Best Foreign Language Film Sant Jordi Awards for Best Foreign Film Nominalizare – Saturn Award for Best Director Nominalizare – DVD Exclusive Awards for Best DVD Audio Commentary |
| 1997 | The Game                            | Da      |            |                     | |
| 1999 | Fight Club                          | Da      |            |                     | Nominalizare – Online Film Critics Society Award for Best Director |
| 2001 | The Hire                            |         | Da         |                     | |
| 2002 | Panic Room                          | Da      |            |                     | |
| 2005 | Lords of Dogtown                    |         |            | Da                  | |
| 2006 | Love and Other Disasters            |         | Da         |                     | |
| 2007 | Zodiac                              | Da      |            |                     | Nominalizare – Bodil Award for Best American Film Nominalizare – Palme d'Or Nominalizare – Chicago Film Critics Association for Best Director Nominalizare – Empire Award for Best Director Nominalizare – London Film Critics' Circle for Director of the Year Nominalizare – Online Film Critics Society Award for Best Director Nominalizare — Toronto Film Critics Association Award for Best Director |
| 2008 | The Curious Case of Benjamin Button | Da      |            |                     | London Film Critics Circle Award for Director of the Year National Board of Review Award for Best Director Nominalizare – Academy Award for Best Director Nominalizare – Saturn Award for Best Director Nominalizare – BAFTA Award for Best Direction Nominalizare – Broadcast Film Critics Association Award for Best Director Nominalizare – Chicago Film Critics Association Awards for Best Director Nominalizare – Dallas-Fort Worth Film Critics Association Award for Best Director Nominalizare – Directors Guild of America for Outstanding Directing- Featured Film Nominalizare – Golden Globe Award for Best Director Nominalizare – New York Film Critics Circle Award for Best Director Nominalizare – Online Film Critics Society Award for Best Director Nominalizare – SFX Awards for best director Nominalizare – Vancouver Film Critics Circle Award for Best Director |
| 2010 | The Social Network                  | Da      |            |                     | BAFTA Award for Best Direction Boston Society of Film Critics Award for Best Director Broadcast Film Critics Association Award for Best Director Chicago Film Critics Association for Best Director Cinema Brazil Grand Prize for Best Foreign-Language Film – Audience Award César Award for Best Foreign Film Dallas-Fort Worth Film Critics Association Award for Best Director Film Critics Circle of Australia for Best Foreign Film Florida Film Critics Circle Award for Best Director Golden Globe Award for Best Director Las Vegas Film Critics Society Award for Best Director London Film Critics Circle Award for Director of the Year Los Angeles Film Critics Association Award for Best Director National Board of Review Award for Best Director National Society of Film Critics Award for Best Director San Francisco Film Critics Circle Award for Best Director Sant Jordi Awards for Best Foreign Film Satellite Award for Best Director Southeastern Film Critics Association Award for Best Director Toronto Film Critics Association Award for Best Director Vancouver Film Critics Circle Award for Best Director Nominalizare – Academy Award for Best Director Nominalizare – Bodil Award for Best American Film Nominalizare – Central Ohio Film Critics Association for Best Director Nominalizare – Cinema Brazil Grand Prize for Best Foreign-Language Film Nominalizare – Cinema Writers Circle Awards for Best Foreign Film Nominalizare – David di Donatello for Best Foreign Film Nominalizare – Directors Guild of America for Outstanding Directorial Achievement in Motion Pictures Nominalizare – Empire Award for Best Director Nominalizare – Nastro d'Argento for Best Non-European Director Nominalizare – Phoenix Film Critics Society Award for Best Director Nominalizare – Robert Festival for Best American Film Nominalizare – Russian Guild of Film Critics for Best Foreign Film Nominalizare – San Diego Film Critics Society Award for Best Director Nominated -Washington D.C. Area Film Critics Association |
| 2011 | The Girl with the Dragon Tattoo     | Da      |            |                     | Nominalizare – Central Ohio Film Critics Association Nominalizare – Directors Guild of America for Outstanding Directorial Achievement in Motion Pictures |
| 2013 | House of Cards (2 episodes)         | Da      |            | Da                  | Primetime Emmy Award for Outstanding Directing for a Drama Series (2013) Nominalizare – Primetime Emmy Award for Outstanding Drama Series (2013) |
| 2014 | Gone Girl                           | Da      |            | Da                  | Nominalizare - Premiul Globul de Aur pentru cel mai bun regizor (2015) |
| 2011 | The Girl in the Spider's Web        |         | Da         |                     | |
| 2020 | Mank                                | Da      |            |                     | Nominalizare - Premiul Globul de Aur pentru cel mai bun regizor (2021) Nominalizare - Premiul Oscar pentru cel mai bun regizor (2021) |
| 2023 | The Killer                          | Da      |            |                     | |

### Jocuri video
- Halo 4 "Scanned" launch trailer (2012)[10]

### Clipuri video
Ca regizor de clipuri video, Fincher a câștigat două Premii Grammy pentru cel mai bun clip video, pentru clipul "Love Is Strong" al lui The Rolling Stones (1995) și "Suit & Tie" al lui Justin Timberlake & Jay-Z (2013), și trei premii MTV Video Music Award for Best Direction, fiind unul din cei mai premiați regizori din categorie, alături de Spike Jonze.
- "Dance This World Away", Rick Springfield (1984)
- "Celebrate Youth", Rick Springfield (1984)
- "Bop Til You Drop", Rick Springfield (1984)
- "Shame", The Motels (1985)
- "Shock", The Motels (1985)
- "Celebrate Youth", Rick Springfield (1985)
- "All The Love In The World", The Outfield (1986)
- "Everytime You Cry", The Outfield (1986)
- "One Simple Thing", Stabilizers (1986)
- "She Comes On", Wire Train (1987)
- "Should She Cry", Wire Train (1987)
- "Endless Nights", Eddie Money (1987)
- "Downtown Train", Patty Smyth (1987)
- "I Don't Mind At All", Bourgeois Tagg (1987)
- "Notorious", Loverboy (1987)
- "Love Will Rise Again", Loverboy (1987)
- "Johnny B", The Hooters[11] (1987)
- "Storybook Story", Mark Knopfler (1987)
- "Can I Hold You", Colin Hay (1987)
- "No Surrender", The Outfield (1987)
- "Say You Will", Foreigner (1987)
- "Don't Tell Me The Time", The Motels (1987)
- "Tell It To the Moon", The Motels (1988)
- "Heart of Gold", Johnny Hates Jazz (1988)
- "Englishman in New York", Sting[11] (1988)
- "Shattered Dreams" (second version),
Johnny Hates Jazz (1988)
- "Get Rhythm", Ry Cooder (1988)
- "Most of All", Jody Watley (1988)
- "Roll With It", Steve Winwood[11] (1988)
- "(It's Just) The Way That You Love Me" (version 1988), Paula Abdul (1988)
- "Holding On", Steve Winwood (1988)
- "Heart", Neneh Cherry (1989)
- "Bamboleo" (second version), Gipsy Kings (1989)
- "Straight Up", Paula Abdul[11] (1989)
- "Most of All", Jody Watley (1989)
- "Real Love", Jody Watley (1989)
- "Bamboleo" (third version), Gipsy Kings (1989)
- "She's a Mystery to Me", Roy Orbison (1989)
- "Forever Your Girl", Paula Abdul (1989)
- "Express Yourself", Madonna[11][12] (1989)
- "The End of the Innocence", Don Henley (1989)
- "Cold Hearted", Paula Abdul[12] (1989)
- "(It's Just) The Way That You Love Me" (version 1989), Paula Abdul (1988)
- "Oh Father", Madonna (1989)
- "Janie's Got a Gun", Aerosmith[11][12] (1989)
- "Vogue", Madonna (1990)
- "Cradle of Love", Billy Idol[11] (1990)
- "L.A. Woman", Billy Idol[13] (1990)
- "Freedom '90", George Michael[11] (1990)
- "Who Is It?", Michael Jackson[14][15] (1992)
- "Bad Girl", Madonna (1993)
- "Love Is Strong", The Rolling Stones (1994)
- "6th Avenue Heartache", The Wallflowers[12] (1996)
- "Judith", A Perfect Circle[12] (2000)
- "Only", Nine Inch Nails[16] (2005)
- "Suit & Tie", Justin Timberlake and Jay-Z[17] (2013)

## Recepție

### Recepție critică
| Film                                | Rotten Tomatoes | Metacritic |
| ----------------------------------- | --------------- | ---------- |
| Alien 3                             | 42%             | N/A        |
| Seven                               | 79%             | 65         |
| The Game                            | 71%             | 61         |
| Fight Club                          | 80%             | 66         |
| Panic Room                          | 76%             | 65         |
| Zodiac                              | 89%             | 78         |
| The Curious Case of Benjamin Button | 72%             | 70         |
| The Social Network                  | 96%             | 95         |
| The Girl with the Dragon Tattoo     | 86%             | 71         |
| Average                             | 77%             | 71         |

### Box office
| Film                                | Data lansării      | Venit         | Venit                  | Venit          | Buget            | Ref.   |
| Film                                | Data lansării      | Statele Unite | Înafara Statelor Unite | Global         | Buget            | Ref.   |
| ----------------------------------- | ------------------ | ------------- | ---------------------- | -------------- | ---------------- | ------ |
| Alien 3                             | 22 mai 1992        | $55.473.545   | $104.340.953           | $159.814.498   | $50 de milioane  | [ 35 ] |
| Seven                               | 22 septembrie 1995 | $100.125.643  | $227.186.216           | $327.311.859   | $33 de milioane  | [ 36 ] |
| The Game                            | 12 septembrie 1997 | $48.323.648   | $61.100.000            | $109.423.648   | $50 de milioane  | [ 37 ] |
| Fight Club                          | 15 octombrie 1999  | $37.030.102   | $63.823.651            | $100.853.753   | $63 de milioane  | [ 38 ] |
| Panic Room                          | 29 martie 2002     | $96.397.334   | $100.000.081           | $196.397.415   | $48 de milioane  | [ 39 ] |
| Zodiac                              | 2 martie 2007      | $33.080.084   | $51.705.830            | $84.785.914    | $65 de milioane  | [ 40 ] |
| The Curious Case of Benjamin Button | 25 decembrie 2008  | $127.509.326  | $206.422.757           | $333.932.083   | $150 de milioane | [ 41 ] |
| The Social Network                  | 1 octombrie 2010   | $96.962.694   | $127.957.621           | $224.920.315   | $40 de milioane  | [ 42 ] |
| The Girl with the Dragon Tattoo     | 20 decembrie 2011  | $102.068.888  | $124.300.000           | $232.617.430   | $90 de milioane  | [ 43 ] |
| Total                               | Total              | $592.281.774  | $920.129.139           | $1.512.410.913 | $509 de milioane |        |